# Щипці-затискач

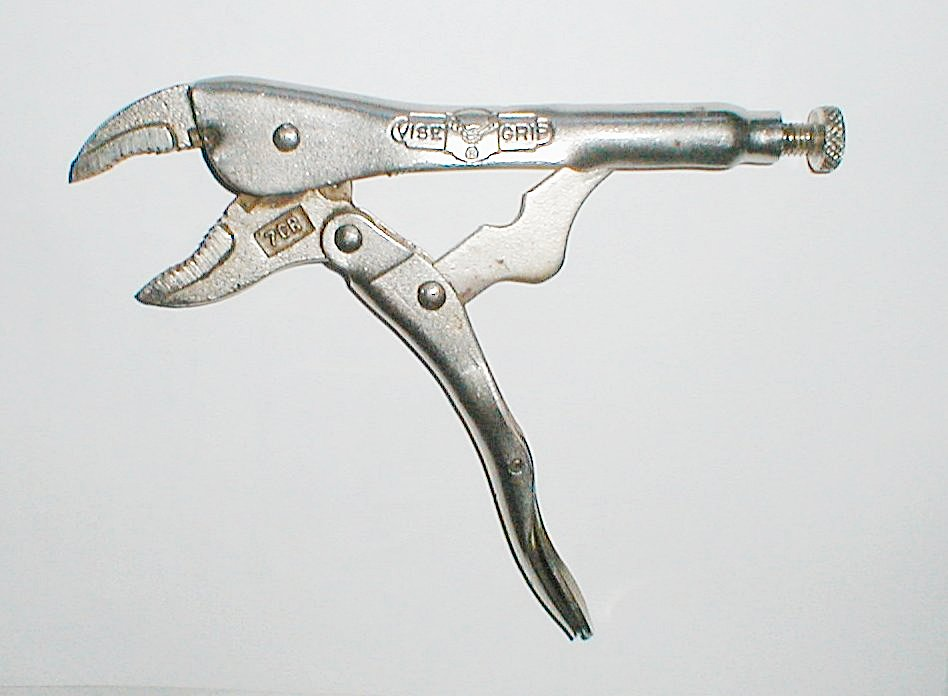
Щипці-затискач

Щипці-затискач — монтажні щипці, які можна фіксувати в стиснутому положенні, аналогічно затискачу чи лещатам. На кінці однієї з їх ручок розташований затискний гвинт для регулювання ширини зіва, друга ручка часто містить у собі важіль, призначений для розтискання щипців.
Перші щипці-затискач, як вважається, сконструйовані Вільямом Петерсоном у Ді-Вітті, штат Небраска, у 1924 році. Винахід отримав назву Vise-Grips. Конструкцію вдосконалив у 1955 році Томас Кофтрі (Thomas Coughtrie; 1917—2008), керівний директор компанії M. K. Mole and Son.

## Використовування

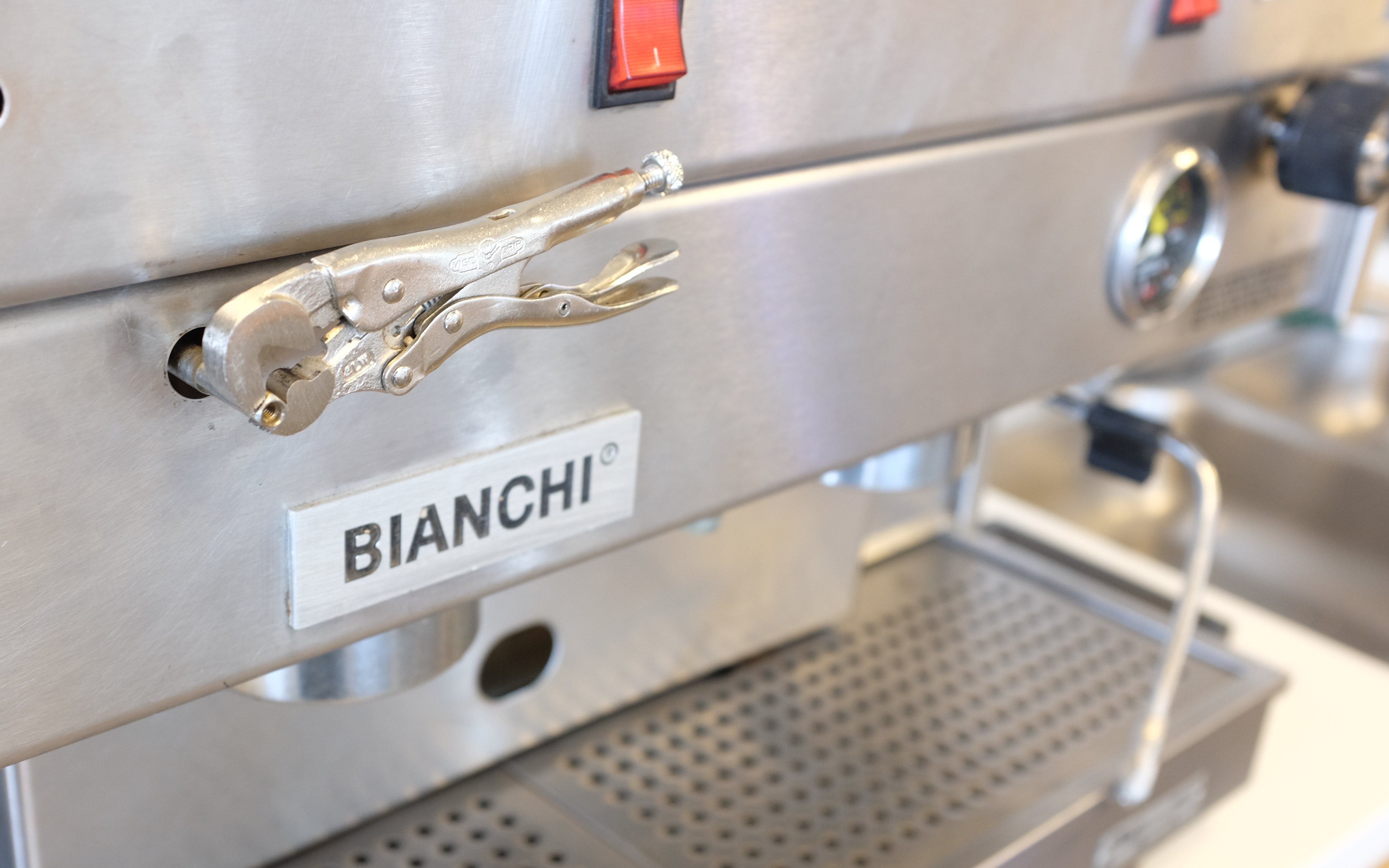
Щипці-затискач як імпровізована ручка на еспресо-машині

Звичайне застосування цього інструмента — жорстка фіксація металевих деталей під час зварювання. Також його використовують для схоплення гайок чи головок болтів із «зірваними» гранями, витягання цвяхів, обтискання труб без ризику їх розплющення, чи як тимчасовий важіль/ручку на різних предметах і механізмах.
Щипці-затискач мають низку переваг:
- Вони фіксуються в стиснутому на деталі положенні;
- Ефект важеля в них більший, ніж в інших монтажних щипців, тому вони розвивають більшу силу стискання;
- Ширина губок встановлюється гвинтом і не переходить встановленої межі;
- Незважаючи на значну силу стискання, її легко контролювати.